# 勘坂康弘
勘坂 康弘（かんざか やすひろ、1968年8月18日 - ）は、日本の元実業家である。元・株式会社フーズ・フォーラス代表取締役社長。

## 人物
富山県高岡市野村生まれ。高岡第一高等学校、金沢経済大学（現・金沢星稜大学）経済学部卒業。
大学時代は金沢のディスコで黒服のアルバイトを経験。卒業後は高岡市内の多田薬品工業に就職したが2年で 退職。半年間上京し、その際に上場会社の外食チェーンに育て上げる事を目指して焼肉チェーン店を起業することを決意。その後、郷里で工員の派遣社員として2年半働き、起業資金1,000万円を貯蓄。
1997年（平成9年）、高岡市大野地内に焼き肉店、「焼肉酒家えびす」を開店、翌年にはその運営会社の「有限会社フーズフォーラス」を設立した。その後勘坂は焼き肉店を北陸地方や神奈川県にチェーン展開、『日本一の伝説となるレストランチェーンの実現』との経営理念を掲げるとともに、経営する焼肉店については「（現在の20店舗から）2020年度までに300店舗にしたい」と強気な姿勢を示していた。
しかし2011年（平成23年）4月、経営する焼肉店が供出したユッケなどの肉を食べた多数の客が腸管出血性大腸菌感染による食中毒を起こす事件が発生した。5月2日には、事件の原因は自分たちもしくは卸業者にあるとした釈明会見を開いたが、怒鳴るような口調に終始した会見は波紋を呼び、5月5日には一転して土下座して謝罪するもかえって大きな批判を呼んだ。2012年4月27日、富山地裁高岡支部に自己破産を申し立てた（負債総額は約13億2000万円、うち被害者への賠償額が約7億5000万円）。
2016年2月、富山県警や警視庁などの合同捜査本部が、勘坂と卸会社の役員を業務上過失致死傷容疑で書類送検した。2016年5月19日、富山地検は「食中毒を起こした菌が強い毒素を持つことが知られておらず、発見の予見が困難」として、嫌疑不十分で不起訴となる。
2018年3月13日、東京地方裁判所において富山県の遺族ら9人がフーズ・フォーラスと当時の社長らに約2億円の損害賠償を求めた訴訟の判決が出た。会社の責任を認めて約1億6900万円の支払いを命じる一方、勘坂元社長らの賠償責任は認めなかった。遺族らは、同年4月7日までに、元社長らの賠償責任を認めなかった判決を不服として控訴した。
2018年11月7日、東京高裁は、遺族らが勘坂元社長と元店長の損害賠償を求めた訴訟の控訴審判決で、「重過失は認められない」として、遺族側の控訴を棄却した。
2020年10月7日、富山検察審査会が業務上過失致死傷の一審の不起訴判決について「不起訴不当議決」としたため、富山地検は、再捜査をした結果、再び嫌疑不十分で不起訴とした。検察審査会の議決が「起訴相当」ではなかったので、業務上過失致死傷事件の捜査が終了した。

## 経歴
- 1975年3月 こばと幼稚園卒園
- 1981年3月 高岡市立野村小学校 卒業
- 1984年3月 高岡市立芳野中学校 卒業
- 1987年3月 高岡第一高等学校 卒業
- 1991年3月 金沢経済大学（現・金沢星稜大学）経済学部 卒業
- 1997年5月 「焼肉酒家えびす」を高岡市大野地内に開店
- 1998年9月 有限会社フーズ・フォーラス設立
- 2000年12月 株式会社フーズ・フォーラス設立
- 2010年末 北陸3県と神奈川県に「焼肉酒家えびす」20店舗展開
- 2011年7月 株式会社フーズ・フォーラス解散
- 2012年4月 自己破産申し立て